# Casa d'Antoni Rosell Fortuny
La Casa d'Antoni Rosell Fortuny és una obra noucentista de Tarragona protegida com a Bé Cultural d'Interès Local.

## Descripció
Edifici amb planta baixa, tres plantes i torre. Es de destacar l'ús de pedra amb tota la façana, així com les successives línies de balconades amb balustrades i ferro forjat. La tribuna, els balcons, la cúpula de ceràmica vidriada i elements decoratius i formals són de característiques neoclàssiques. El seu emplaçament constitueix un punt important a la tipologia de Tarragona.

## Història
El projecte data de 1929 i l'obra es va acabar el 1930.